# Hemerobius hespericus
Hemerobius hespericus är en insektsart som beskrevs av Navás 1931. Hemerobius hespericus ingår i släktet Hemerobius och familjen florsländor. Inga underarter finns listade i Catalogue of Life.